# Igor Winiczenko
Igor Aleksiejewicz Winiczenko (ros. Игорь Алексеевич Виниченко, ur. 11 kwietnia 1984 w Moskwie) – rosyjski lekkoatleta, młociarz.
Zdobył brązowy medal uniwersjady w 2007. Brał udział w igrzyskach olimpijskich (2008) jednak nie awansował do finału. Bronił barw narodowych w finale mistrzostw globu w 2009 roku jednak nie oddał wówczas żadnej ważnej próby. Startował w mistrzostwach Europy w Barcelonie (2010), w których zajął 8 miejsce. Medalista mistrzostw kraju (także w kategorii juniorów) oraz reprezentant Rosji w pucharze Europy, drużynowym czempionacie Starego Kontynentu i zimowym pucharze w rzutach lekkoatletycznych.
W 2013 został zdyskwalifikowany na dwa lata za stosowanie niedozwolonego dopingu (do 12 marca 2015).
Jego rekord życiowy w rzucie młotem wynosi 80,00 m osiągnięty w lutym 2007 roku, podczas zawodów lekkoatletycznych w mieście Soczi.

## Osiągnięcia
| Rok  | Impreza                                 | Miejsce       | Lokata            | Wynik |
| ---- | --------------------------------------- | ------------- | ----------------- | ----- |
| 2006 | Zimowy puchar Europy w rzutach          | Tel Awiw-Jafa | 14. miejsce       | 68,18 |
| 2007 | Zimowy puchar Europy w rzutach          | Jałta         | 1. miejsce        | 73,57 |
| 2007 | Superliga pucharu Europy                | Monachium     | 4. miejsce        | 73,54 |
| 2007 | Uniwersjada                             | Bangkok       | 3. miejsce        | 73,94 |
| 2008 | Zimowy puchar Europy w rzutach          | Split         | 9. miejsce        | 71,48 |
| 2008 | Igrzyska olimpijskie                    | Pekin         | el. – 20. miejsce | 72,05 |
| 2009 | Mistrzostwa świata                      | Berlin        | –                 | NM    |
| 2010 | Superliga drużynowych mistrzostw Europy | Bergen        | 7. miejsce        | 71,85 |
| 2010 | Mistrzostwa Europy                      | Barcelona     | 8. miejsce        | 74,71 |